# Bifrenaria harrisoniae
Bifrenaria harrisoniae es la especie de orquídea epifita o litófita más conocida y cultivada del género Bifrenaria. Su hábitat natural es Brasil.

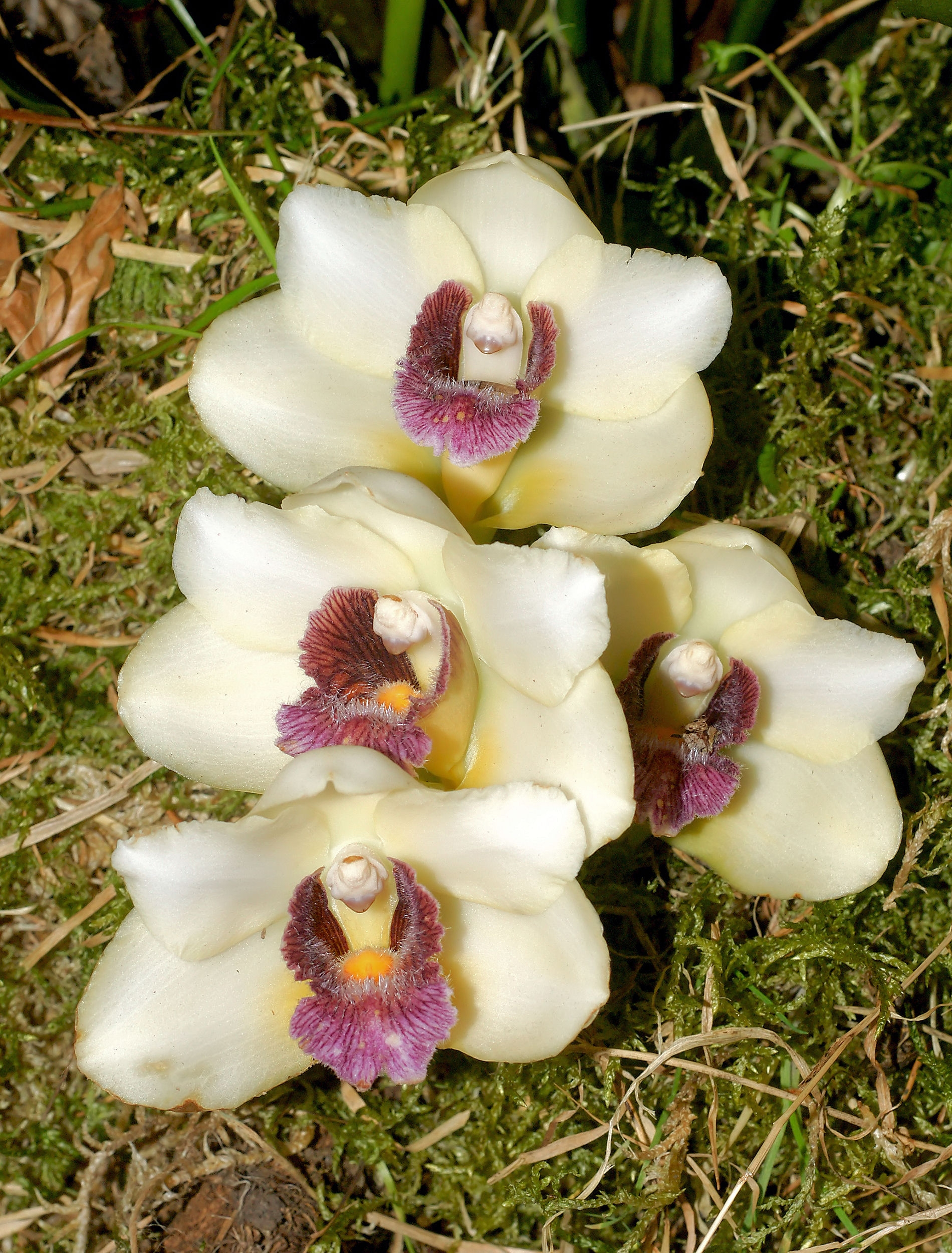
Flores

## Características

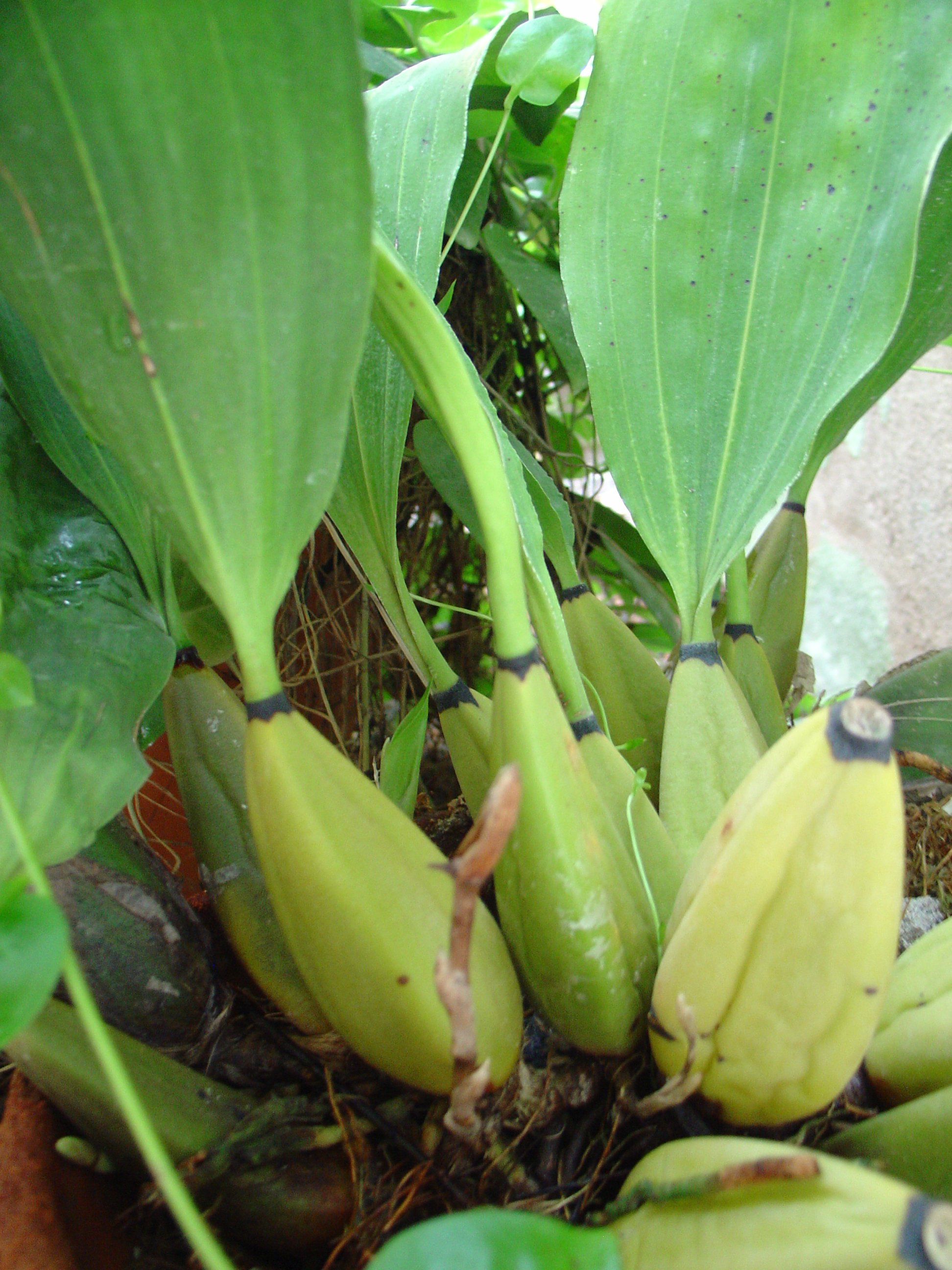
Pseudobulbos.

Esta especie es bastante similar al género lycaste en cuanto a su morfología y modo de floración, pero se diferencia en el menor tamaño de las flores y el labio velloso que estas tienen.

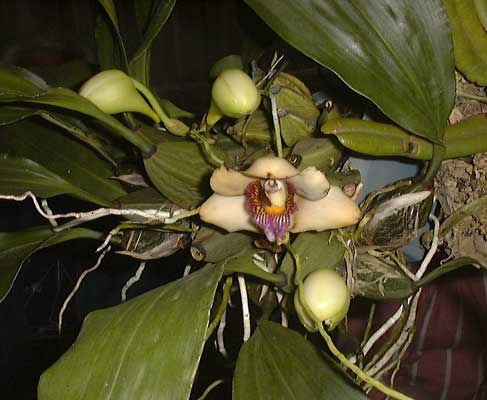
Vista de la planta

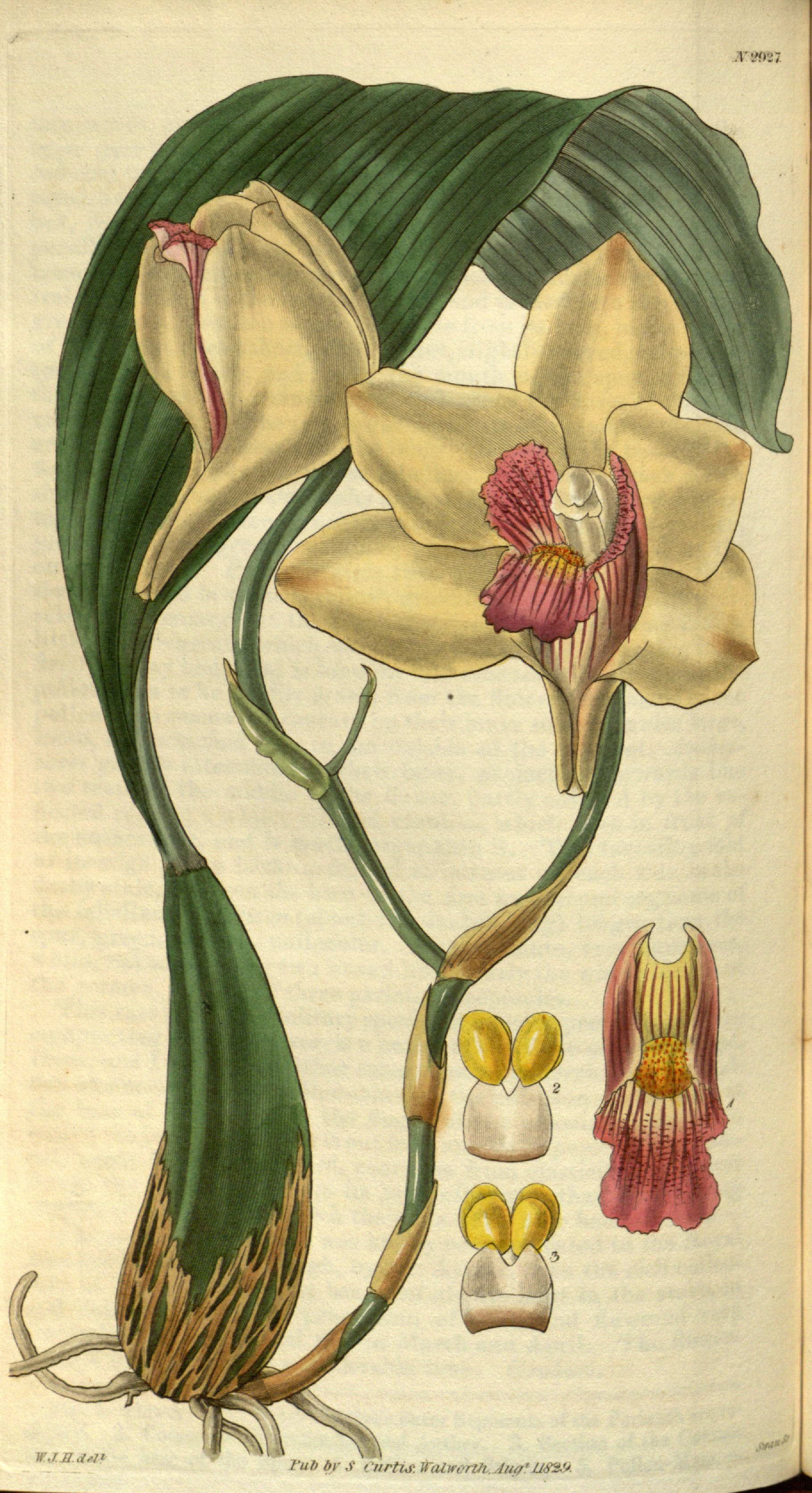
Ilustración

Se propaga por medio de un pseudobulbo de forma aplatanada y unos 8 cm de largo del que surge una hoja ancha y robusta de forma oval que puede alcanzar los 30 cm de altura. De la base de este pseudobulbo nace el tallo floral, que suele contener 2 a 3 flores de unos 7 cm. La base de la flor muestra una especie de "barbilla" en forma de espolón. El labio es de color púrpura y está densamente cubierto de vellosidad.
La floración se produce en primavera, entre los meses de marzo y mayo en su hábitat natural.

## Distribución y hábitat
Es originaria de los estados de Bahía a Rio Grande do Sul y Minas Gerais en Brasil,  se encuentra en zonas bien iluminadas y con frecuencia en las rocas totalmente expuestas al sol, en ocasiones son parcialmente epífitas estando protegidas por el follaje de los árboles. 

## Historia
Pertenece al grupo de las grandes  Bifrenarias sección Bifrenaria. Por su amplia dispersión y con varias poblaciones aisladas, esta especie es extremadamente variable, con varios sinónimos y variedades por el color, la forma y la longitud de la inflorescencia.  Esta última fue utilizada originalmente para separar estas especies de Bifrenaria tyrianthina con la que tiene mucha semejanza, Sin embargo, se sabe que la longitud de la inflorescencia de ambas especies varía según la población.  La única forma de diferenciar las dos especies es la longitud de la espuela en la base de los labios, que en B. tyrianthina  es dos veces más larga que la columna y en B. harrisoniae es de casi la misma longitud

## Taxonomía
Bifrenaria harrisoniae fue descrito por (Hook.) Rchb.f.  y publicado en Bonplandia 3: 217. 1855. (1832))
Etimología
Bifrenaria: nombre genérico que deriva de las palabras griegas: bi (dos); frenum freno o tira. Aludiendo a los dos tallos parecidos a tiras, estipes que unen los polinios y el viscídium. Esta característica las distingue del género Maxillaria.

harrisoniae: epíteto que significa "De Harrison".
Sinonimia
- Bifrenaria aurea Barb.Rodr. (1882)
- Bifrenaria harrisoniae var. alba-plena Pabst (1978)
- Bifrenaria harrisoniae var. alba (Lindl.) Kraenzl. (1889)
- Bifrenaria harrisoniae var. angustior (Lindl.) Cogn. (1902)
- Bifrenaria harrisoniae var. buchananiana Rchb.f. (1897)
- Bifrenaria harrisoniae var. citrina (B.S. Williams) Stein (1892)
- Bifrenaria harrisoniae var. eburnea (S. Moore) Stein (1892)
- Bifrenaria harrisoniae var. flavopurpurea Hoehne (1950)
- Bifrenaria harrisoniae var. glabra W. Zimm. (1934)
- Bifrenaria harrisoniae var. grandiflora (Paxton) Cogn. (1902)
- Bifrenaria harrisoniae var. insularis Hoehne (1950)
- Bifrenaria harrisoniae var. minor Hoehne (1950)
- Bifrenaria harrisoniae var. pubigera (Klotzsch) Rchb.f. (1879)
- Bifrenaria harrisoniae var. purpurascens H.J. Veitch (1893)
- Bifrenaria harrisoniae var. typica Hoehne (1950)
- Bifrenaria tyrianthina var. albescens Hoehne (1950)
- Colax grandiflorus Raf. (1837)
- Colax harrisoniae (Hook.) Lindl. ex Spreng. (1826)
- Dendrobium harrisoniae Hook. (1824) (Basionymum)
- Lycaste citrina B.S. Williams (1885)
- Lycaste harrisoniae (Hook.) G. Don ex Loudon (1855)
- Lycaste harrisoniae var. eburnea S. Moore (1884)
- Maxillaria barringtoniae Rchb.f. (1858)
- Maxillaria harrisoniae (Hook.) Lindl. (1825)
- Maxillaria harrisoniae var. alba Lindl. (1841)
- Maxillaria harrisoniae var. angustior Lindl. (1853)
- Maxillaria harrisoniae var. eburnea S. Moore (1884)
- Maxillaria harrisoniae var. grandiflora Paxton (1850)
- Maxillaria pubigera Klotzsch (1855)
- Maxillaria spathacea Lindl. (1832)
- Stanhopea harrisoniae (Hook.) P.N. Don (1845)[6][7][8]